# Rancora strigata
Rancora strigata là một loài bướm đêm trong họ Noctuidae.